# Pietro Pedroni
Pietro Pedroni o Petroni (Pontremoli, 30 novembre 1744 – Firenze, 1803) è stato un pittore italiano, esponente del neoclassicismo toscano.

## Biografia
Nato a Pontremoli nel 1744 da Domenico e Teresa Bonzani, studiò pittura prima a Parma e poi, grazie a una borsa di studio del granduca Pietro Leopoldo, a Roma, dove fu allievo di Pompeo Batoni e amico di Angelo Banchero. Protetto del marchese Lorenzo Pavesi, seguì questi per un periodo a Napoli.
Stabilitosi definitivamente a Firenze, divenne pittore di corte nel 1781 e insegnò per molti anni all'Accademia di belle arti, dove fu maestro di composizione e colore e anche rettore.
Morì nel 1803 dopo una lunga malattia e fu sepolto nel chiostro della basilica della Santissima Annunziata.

## Critica
Petroni ebbe generalmente una scarsa reputazione presso le generazioni successive. Saltini scrisse di lui: 
 [...] fu mediocrissimo pittore; e se ottenne per cabala d'esser posto alla direzione dell'insegnamento di pittura nell'Accademia fiorentina, ciò fu a maggior danno dell'arte. Poco avea disegnato e meno dipinto prima d'ottenere codesto ufficio, nulla più fece poi; e abbandonati affatto i pennelli, parlò sempre ai giovani scuolari, ma non disse loro pure una volta, ecco come si opera. Guai ai maestri dell'arte che disputano e scrivono, soleva dire il Canova, è segno che non osano e non sanno fare. 
 Altri furono meno pungenti, ad esempio, come per esempio Francesco Inghirami, il quale affermò: 
 Stabilitosi in Firenze lavorò poco e di malavoglia per la poca salute che aveva. Se il giusto pubblico non trova in lui un raro pittore, vi trova un maestro egregio, dotto nelle teorie, facondissimo e amorevolissimo nell'insegnare ai suoi allievi. 
 Tra i suoi allievi dell'accademia ebbe Pietro Benvenuti, che lo avrebbe sostituito come rettore, Giuseppe Collignon e Pietro Ermini.